# نهر السرنون
نهر السِّرنون هو نهر في جنوب فرنسة يتدفق في مقاطعة أفيرون. إنه أحد روافد نهر ترن على الضفة اليسرى فهو أحد روافد نهر الجارون.